# HDS ZAMP
HDS ZAMP je stručna služba zaštite autorskih muzičkih prava (ZAMP) Hrvatskog društva skladatelja (HDS) – udruge građana (autora, skladatelja, tekstopisaca). Njome kroz službena tijela upravljaju njezini članovi, autori i ostali nositelji autorskih prava.  HDS ZAMP se bavi kolektivnim ostvarivanjem prava autora glazbenih djela. Naime, HDS temeljem Zakona o autorskom pravu i srodnim pravima posjeduje odobrenje Državnog zavoda za intelektualno vlasništvo za kolektivno ostvarivanje prava.  
Kao poslovni subjekt član je Hrvatske udruge poslodavaca (HUP), Hrvatske gospodarske komore (HGK), Hrvatskog klastera konkurentnosti kulturnih i kreativnih industrija (HKKKKI) i jedan je od glavnih promotora važnosti autorskog rada te kulturnih i kreativnih industrija. Po tom je pitanju nositelj mnogih projekta, a najvažnija je Međunarodna autorska kreativna konferencija - MAKK koja svake godine aktualnim temama i raspravama okuplja mnoštvo kreativaca i onih koji njihove usluge koriste, predstavnike institucija i mnoge pravne stručnjake.  
Na međunarodnoj razni spada među visokorangirane članove Međunarodne konfederacije društava autora i skladatelja (CISAC) i jedno je od vodećih društava Europske udruge društava autora i skladatelja GESAC te vodeće društvo šire regije. 

### Korištenje glazbe uz licence za cijeli svjetski glazbeni repertoar
Glazba je intelektualno vlasništvo, a vlasnici jednog glazbenog djela su svi oni koji su sudjelovali u njegovu stvaranju, izvedbi i snimanju (skladatelji, autori teksta, aranžeri, izvođači, diskografi). Zato, kao i kod svakog drugog vlasništva, tako i za korištenje glazbenih djela treba za odobrenje pitati sve njihove vlasnike, odnosno one koji ih predstavljaju - udruge koje se bave kolektivnim ostvarivanjem prava odnosno davanjem licenci za korištenje. Služba HDS ZAMP kao dio globalnog međunarodnog sustava i kroz suradnju s ostalim društvima iz zemlje i svijeta, u zemlji ostvaruje prava za gotovo tri milijuna autora iz Hrvatske i cijelog svijeta. Osim toga, kao vodeća i najstarija služba u zemlji u suradnji s Hrvatskom udrugom za zaštitu izvođačkih prava (HUZIP) i Udrugom za zaštitu, prikupljanje i raspodjelu naknada fonogramskih prava (ZAPRAF), omogućava da se na jednom mjestu dobiju sve potrebne licence za korištenje glazbe. Tako svi koji žele glazbu distribuirati ili ju poslovno koristiti mogu na vrlo jednostavan i brz način pribaviti potrebnu licencu za legalno korištenje gotovo cjelokupnog svjetskog glazbenog repertoara. Naknade koje se plaćaju za korištenje glazbe sporazumno su ugovorene s krovnim asocijacijama skupina korisnika: Hrvatska gospodarska komora (različite grupacije i zajednice), Hrvatska obrtnička komora, Udruga poduzetnika u hotelijerstvu Hrvatske, Udruga lunaparkova i zabavnih parkova Hrvatske, Udruga priređivača zabavnih igara, Hrvatska glazbena unija itd. 

### Autori uz HDS ZAMP jednostavno dolaze do honorara za korištenja njihovih djela u cijelom svijetu
Zakon o autorskom pravu i srodnim pravima kaže da od trenutka kad djelo stvori, autor ima pravo na sve dobrobiti koje proizlaze iz njegova korištenja. Kad glazba jednom uđe u eter i krene u svijet, samim autorima nemoguće je pratiti tko sve kada, kako i gdje koristi njihova djela. Zato se autori i glazbenici udružuju u svoje udruge Naknade od licenci prodanih u zemlji, kao i naknade za hrvatske autore pristigle iz inozemstva, u obliku autorskih honorara se pet puta godišnje isplaćuje hrvatskim i inozemnim autorima korištenih glazbenih djela. Uz honorar svaki autor i nositelj prava, primi i specifikaciju korištenja svakog pojedinog djela i specifikaciju obračuna. Tako svaki autor zna gdje su mu se, kada, kako i koliko puta koristila njegova djela. Mnogi autori vrlo često i nisu glazbenici na pozornici, a nerijetko ni ne znamo čiji autorski rad stoji iza pjesme koja nam se sviđa.
Film o HDS ZAMPu u kojem govore i glazbenica i kantautorica Mia Dimšić, autor i frontmen grupe Vatra Ivan Dečak te glazbenik i autor (velikih hitova Massima, Nine, Vanne itd.) Predrag Martinjak P'eggy.
https://www.youtube.com/watch?v=uYM8j2hDNvk

### Licenciranje glazbe na digitalnom tržištu - HDS ZAMP širi svoje digitalno poslovanje na cijeli svijet
Od 2021. godine HDS ZAMP širi svoje digitalno poslovanje na cijeli svijet. Počinje s SAD-om, Kanadom i Australijom, a zatim nastavlja širenje na ostala tržišta sa značajnom hrvatskom dijasporom. To je ujedno za hrvatske autore najsigurniji i najunosniji put do honorara s digitalnih tržišta cijeloga svijeta.
https://www.zamp.hr/clanak/pregled/2402/nenad-marcec-hds-zamp-siri-svoje-digitalno-poslovanje-na-cijeli-svijet
https://www.zamp.hr/clanak/pregled/2412/tracak-optimizma-rastu-digitalni-prihodi-autora-infografika

### Od prodaje licenci za korištenje glazbe izdvaja se i za razvoj glazbene umjetnosti i nezavisnih projekata
Svake godine krajem godine Hrvatsko društvo skladatelja raspisuje natječaje za dodjelu sredstava izdvojenih od prodaje licenci putem HDS ZAMP-a za nezavisne glazbene projekte. Tako godišnje putem svojih natječaja hrvatskim nezavisnim glazbenim projektima stavlja na raspolaganje oko milijun kuna.
Natječaj BTL - potpora projekata popularne glazbe iz fonda sredstava prikupljenih od naknada za prazne medije.
Natječaj Tradicional - potpora glazbenih manifestacija i glazbenog stvaralaštva s područja tradicijske glazbe iz fonda sredstava prikupljenih od naknada za tradicijsku glazbu
Natječaj International - potpora aktivnosti hrvatskih skladatelja i glazbenih izdavača (publishera), članova HDS-a, na međunarodnoj glazbenoj sceni ili tržištu
Fond "Rudolf i Margita Matz" - stimulacija stvaralaštva mladih skladatelja iz sredstava fonda Rudolfa i Margite Matz
Natječaj ElectroCro - potpora glazbenih manifestacija, projekata i glazbenog stvaralaštva s područja klupske elektroničke glazbe